# 十和村 (高知県)
十和村（とおわそん）は、高知県幡多郡にあった村。2006年3月20日に窪川町・大正町と合併し四万十町の一部となった。

## 地形
- 河川: 四万十川

## 隣接していた自治体
- 四万十市
- 幡多郡大正町
- 愛媛県
  - 北宇和郡鬼北町、松野町

## 歴史
- 1957年（昭和32年）8月1日 - 昭和村・十川村が合併して発足。旧村名の一字ずつをとって命名。
- 1963年（昭和38年）- 一部で大字の再編。昭和に轟（とどろ）の全部と野々川のうち字・戸口を編入。
- 2006年（平成18年）3月20日 - 大正町・高岡郡窪川町と合併して高岡郡四万十町が発足。同日十和村廃止。

## 交通

### 鉄道
- 四国旅客鉄道（JR四国）予土線
土佐昭和駅 - 十川駅

### 道路
- 国道
  - 国道381号
  - 高知県道106号十和吉野線

## 教育
中学校
- 十和村立十川中学校
- 十和村立昭和中学校

小学校
- 十和村立十和小学校
- 十和村立昭和小学校
- 十和村立広井小学校
- 十和村立大道小学校
- 十和村立古城小学校
- 十和村立十川小学校

## 名所・旧跡
- 竜王の滝
- 地吉の夫婦杉
- こいのぼりの川渡し
- ふるさと交流センター
- ライダーズイン四万十
- 沈下橋
- 三又茶屋
- 三島キャンプ場